# Ahmad Kutty
Scheich Ahmad Kutty  (* 1946 in Kerala, Indien) ist ein islamischer Theologe und Geistlicher in Kanada. Er ist Senior Lecturer und Imam am Islamic Institute of Toronto, dessen Direktor er auch war, sowie ein nicht-residenter Imam und Chatib (Prediger) am Islamic Center of Canada, dem Bosnian Islamic Center und der Ansar-Moschee.
Bevor er nach Kanada kam, absolvierte er seine Ausbildung am Islamiya College Santapuram, dann an der Islamischen Universität Medina, Saudi-Arabien.
Er war einer der weiteren Unterzeichner des offenen Briefes Ein gemeinsames Wort zwischen Uns und Euch (engl. A Common Word Between Us & You), den Persönlichkeiten des Islam an „Führer christlicher Kirchen überall“ (engl. „Leaders of Christian Churches, everywhere …“) sandten (13. Oktober 2007).

## Video
- Adam and Eve were NOT first humans: Ahmed Kutty – youtube.com